# Saw VI
Saw VI er en canadisk-amerikansk horrorfilm fra 2009. Filmen er den sjette af syv film i Saw filmserien og er instrueret af Kevin Greutert.

## Medvirkende
- Tobin Bell som Jigsaw
- Costas Mandylor som Hoffman
- Mark Rolston som Erickson
- Betsy Russell som Jill
- Shawnee Smith som Amanda
- Peter Outerbridge som William
- Athena Karkanis som Agent Perez
- Samantha Lemole som Pamela Jenkins
- Tanedra Howard som Simone
- Marty Moreau som Eddie
- Melanie Scrofano som Gena